# Минский 54-й пехотный полк
54-й пехотный Минский Его Величества Царя Болгарского полк, 
с 05.10.1915 — 54-й пехотный Минский полк — пехотная воинская часть Русской императорской армии.
- Старшинство — 6 августа 1806 г.
- Полковой праздник — 22 октября.

## Формирование и кампании полка
Полк сформирован 16 августа 1806 г. из рот Томского мушкетёрского полка, в составе трёх батальонов, под названием Минского мушкетёрского полка.
Во время русско-шведской войны 1808—1809 гг., Минский полк, находясь в отряде генерал-лейтенанта графа Каменского, участвовал в осаде Свеаборга. По окончании войны Минский полк возвратился в Россию и был назван 11 февраля 1811 г. Минским пехотным полком.
5 апреля 1809 года Минский полк вошел в состав 1-й бригады 4-й пехотной дивизии (командир дивизии – генерал-майор принц Евгений Вюртембергский).
С 1 июля 1812 года вместе Тобольским полком вошёл в состав 2-й бригады той же дивизии. В кампании 1812 года в 4-я пехотная дивизия действовала в составе 2-го пехотного корпуса 1‑й Западной армии. 
Минский полк участвовал в сражениях при Смоленске, Бородине и Тарутине, Малоярославце, Вязьме, Красном, в заграничных кампаниях 1813—1814 гг., сражениях под Лютценом, Бауценом, Кульмом, Лейпцигом и Бриенне, а 18 марта 1814 г. — во взятии Парижа.
При усмирении польского мятежа 1831 г. Минский полк участвовал в сражениях у Ольховой рощи, при Игане, у Седлеца и при Грохове. 14 февраля 1831 г. 3-й батальон батальон выделен на сформирование Люблинского пехотного полка, а взамен его 16 февраля 1831 г. к Минскому полку был присоединён 3-й батальон Бутырского пехотного полка.
28 января 1833 г. Минский полк, по присоединении к нему 2-го батальона 49-го егерского полка, был приведён в состав четырёх действующих и двух резервных батальонов. В мае 1841 г. Минский полк был двинут на Кавказ и принимал участие в различных экспедициях против горцев. 20 февраля 1845 г. 4-й батальон был выделен на пополнение полков Кавказского корпуса, а вместо него к полку присоединён батальон Бутырского пехотного полка. 16 декабря 1845 г. 2-й и 3-й батальоны были выделены на сформирование Дагестанского пехотного полка и полк, с добавлением рекрут, приведён в 1846 г. в четырёхбатальонный состав.
В Венгерском походе 1849 г. Минцы, находясь в отряде генерала Лидерса, участвовали в бою при Германштадте.
С началом Восточной войны для полка были сформированы 7-й и 8-й запасные батальоны. 8 сентября 1854 г. Минский полк участвовал в сражении при р. Альме и геройски оборонял левый фланг при наступлении дивизий Канробера и Боске. Войдя затем в состав гарнизона Севастополя, Минский полк в течение 11 месяцев геройски выдерживал тяжёлую осаду и неоднократно отражал превосходящего в силах неприятеля. 24 октября 1855 г. полк принимал участие в Инкерманском сражении. Во время обороны Севастополя полк потерял 26 офицеров и 4161 нижних чинов. За геройские подвиги 1, 2, 3, 4 и 6-му батальонам были пожалованы 30 августа 1856 г. Георгиевские знамёна с надписью «За Севастополь в 1854 и 1855 гг.» и знаки на шапки с той же надписью.
По окончании Крымской войны 5, 6, 7 и 8-й батальоны были расформированы, 4-й батальон причислен к резервным войскам, и полк приведён 23 августа 1856 г. в состав трёх батальонов с тремя стрелковыми ротами. 6 апреля 1863 г. из 4-го резервного батальона и бессрочно-отпускных был сформирован Минский резервный полк, названный 13 августа 1863 г. Курским пехотным полком.
При усмирении Польского мятежа 1863 г. Минцы, находясь на границе Галиции, отразили несколько партий мятежников.
25 марта 1864 г. к наименованию полка был присоединён № 54.

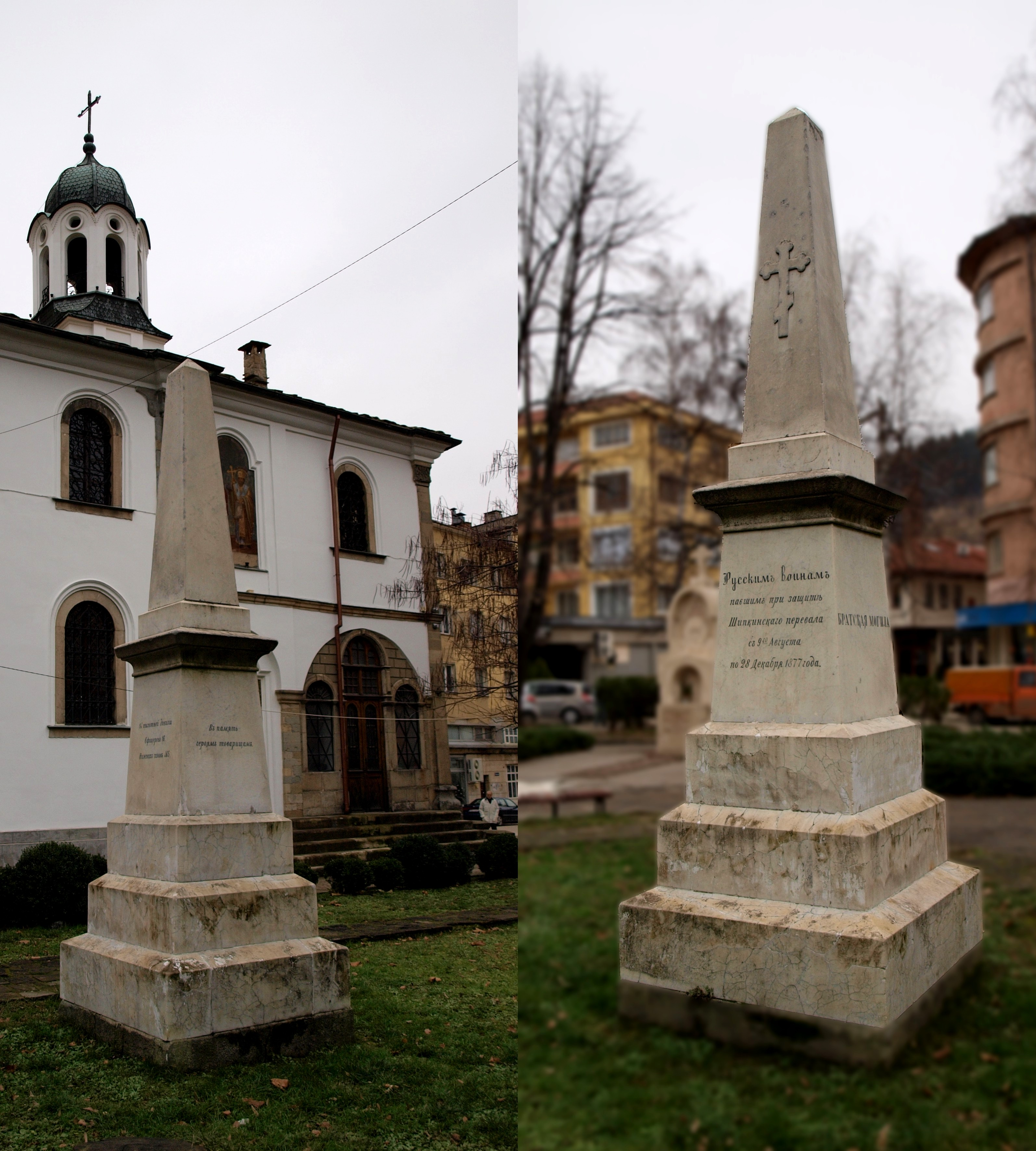
Братская могила 16 офицеров и 465 нижних чинов 14-й пехотной дивизии, возле церкви «Успение Святой Богородицы» в Габрово

Во время русско-турецкой войны 1877—1878 гг. Минский полк, находясь в составе 14-й пехотной дивизии 8-го армейского корпуса, принял деятельное участие в переправе через Дунай у Зимницы, во время которой понтоны и лодки со стрелковыми ротами и одним батальоном попали под перекрёстный огонь турок; некоторые из них были пущены ко дну, в других перебиты люди, а третьи с расщепленными вёслами принуждены были отойти назад. Видя неизбежную гибель подходивших лодок, командир 2-й стрелковой роты поручик Моторный, высадившийся близ устья Текир-Дере, геройски атаковал во фланг турок и, невзирая на неравенство сил, взял почти неприступную позицию неприятеля. За переправу через Дунай начальник штаба действующей армии генерал-адъютант Непокойчицкий был назначен 17 апреля 1877 г. шефом Минского полка. После переправы Минцы были двинуты на усиление войск, занявших позицию на Шипке. В течение пяти месяцев Минский полк геройски удерживал перевал через Балканы против бешеных атак Сулеймана-паши. После поражения турок у Шейнова Минцы перешли Балканы и заняли Адрианополь. За геройские действия в войну 1877—1878 гг. Минскому полку были пожалованы 17 апреля 1878 г. Георгиевские трубы с надписью «За переправу через Дунай у Зимницы 15 июня и за Шипку 1877 г.»
7 апреля 1879 г. из трёх стрелковых рот и вновь образованной 16-й роты был сформирован 4-й батальон.
31 мая 1902 г. князь Болгарский Фердинанд был назначен шефом, и полк назван 54-м пехотным Минским Его Королевского Высочества Князя Болгарского Фердинанда полком.
Во время русско-японской войны, прибыв 2 ноября 1904 г. в Мукден, Минцы были назначены в состав 2-й Манчжурской армии и заняли передовые позиции на р. Шахе. С 12 по 15 января Минский полк принимал участие в боях у Сандепу, при чём 13 января 1905 г. атаковал южную часть деревни и, несмотря на сильнейший перекрёстный огонь противника, ворвался в неё, заняв западную и южную окраины. С 16 по 25 февраля 1905 г. Минский полк принимал участие в Мукденских боях, причём 17 февраля, находясь в отряде генерала Голембатовского, атаковал совместно с 215-м пехотным резервным Бузулукским полком д. Цаензы, где были захвачены японские пулемёты. С 20 по 24 февраля Минский полк занимал позиции на р. Хуньхэ у д. Кангыатунь и отбил многократные атаки японцев. 25 февраля Минцы, обстреливаемые с трёх сторон, остановили наступление японцев и дали возможность расстроенным частям других корпусов спокойно отойти на север. 2 марта полк, совместно с 56-м пехотным Житомирским полком, составил арьергард VIII корпуса и выдержал бой на позиции у г. Телина. В Мукденских боях полк потерял 4 офицеров и 118 нижних чинов убитыми и 17 офицеров и 643 нижних чинов ранеными. За участие в Мукденском бою полку пожалована 8 июня 1907 г. дополнительная надпись на Георгиевские трубы: «За Мукден в 1905 г.».
16 августа 1906 г., в день столетнего юбилея, полку пожаловано новое Георгиевское знамя с надписью «За Севастополь в 1854 и 1855 гг.» и «1806—1906», с Александровской лентой.
В списках полка числились: болгарский наследник цесаревич Борис (с 20 января 1905 г.) и болгарский цесаревич Кирилл (с 31 января 1906).
С 11 апреля 1909 г. — 54-й пехотный Минский Его Величества Царя Болгарского полк.
5 октября 1915 года, в связи с вступлением Болгарии в войну против России, шефство царя Болгарии над полком отменено, и полку повелено именоваться впредь 54-м пехотным Минским полком.
Полковой праздник — 22 октября.

## Шефыполка
- 24.08.1806 — 20.11.1808 — генерал-майор Муханов, Михаил Терентьевич
- 20.11.1808 — 21.05.1810 — полковник Зеленин, Александр Степанович
- 19.10.1810 — 22.06.1815 — полковник Красавин, Алексей Фёдорович
- 17.04.1877 — 27.11.1881 — генерал-адъютант Непокойчицкий, Артур Адамович
- 31.05.1902 — 05.10.1915 — царь Болгарский Фердинанд

## Командиры полка
- 03.07.1808 — 22.07.1808 — полковник Мезенцов, Владимир Петрович
- 20.11.1810 — 22.06.1815 — подполковник Стеллих, Иван Петрович
- 22.06.1815 — 28.01.1818 — полковник Красавин, Алексей Фёдорович
- 18.09.1818 — 14.02.1825 — полковник Ермолов, Михаил Александрович
- 20.02.1825 — 06.12.1827 — полковник Варпаховский, Пётр Евдокимович
- 01.07.1846 — 29.03.1855 — полковник (с 06.12.1854 генерал-майор) Приходкин, Иван Семёнович
- 02.05.1855 — хх.12.1858 — полковник Афанасьев, Дмитрий Егорович
- хх.12.1858 — 09.02.1862 — полковник Козлянинов, Константин Яковлевич
- 09.02.1862 — 06.05.1867 — полковник Верёвкин, Андрей Александрович
- 06.05.1867 — хх.хх.1868 — полковник Лишин, Константин Андреевич
- 18.02.1868 — 17.04.1873 — полковник Дудинский, Михаил Фёдорович
- 05.05.1873 — 20.11.1876[1][2] — полковник Давыдов, Фёдор Васильевич
- 20.11.1876 — 10.09.1877 — полковник Мольский, Виталий Константинович
- 10.09.1877 — 28.11.1880 — флигель-адъютант полковник Насветевич, Александр Александрович
- 28.11.1880 — 26.11.1888 — полковник Полонский, Пётр Иванович
- 04.12.1888 — 05.11.1890 — полковник Нандельштедт, Николай Фёдорович
- 05.11.1890 — 14.10.1899 — полковник Рафтопуло, Пётр Иванович
- 31.10.1899 — 30.06.1902 — полковник Архипов, Владимир Александрович
- 31.07.1902 — 19.06.1905 — полковник Зубковский, Андрей Фёдорович
- 02.08.1905 — 31.01.1913 — полковник (с 21.01.1912 генерал-майор) барон фон Гейкинг, Александр-Карл-Эдуард Александрович
- 25.11.1913 — 17.11.1914 — полковник Румянцев, Порфирий Алексеевич
- 17.11.1914 — 25.03.1915 — полковник Казачинский, Николай Иванович
- 27.03.1915 — 09.01.1916 — полковник Тришатный, Константин Иосифович
- 09.01.1916 — 06.05.1917 — полковник Тищинский, Николай Александрович
- 31.05.1917 — хх.хх.хххх — полковник Журьяри, Георгий Александрович

## Известные люди, служившие в полку
- Жуковский, Николай Леонтьевич — капитан, герой Крымской войны, первый посмертно награждённый кавалер ордена св. Георгия.
- Пац-Помарнацкий, Игнат Николаевич — декабрист.
- Постольский, Пётр Иванович — русский генерал-лейтенант, участник обороны Севастополя во время Крымской войны.
- Толмачев, Александр Алексеевич — генерал-майор, участник русско-турецкой войны 1877—1878 гг., белоэмигрант.
- Балицкий, Игнатий Семёнович — подполковник, в 1828 году командир батальона; генерал-майор с 1839 года.
- Жолтенко, Владимир Семёнович — русский военачальник, генерал-майор, участник китайской кампании 1900—1901, русско-японской и первой мировой войн, гражданской войны в России, белоэмигрант.

## Знаки различия
| Описание     | Знаки различия по состоянию на 1904—1915 гг. | Знаки различия по состоянию на 1904—1915 гг. | Знаки различия по состоянию на 1904—1915 гг. | Знаки различия по состоянию на 1904—1915 гг. | Знаки различия по состоянию на 1904—1915 гг. | Знаки различия по состоянию на 1904—1915 гг. | Знаки различия по состоянию на 1904—1915 гг. | Знаки различия по состоянию на 1904—1915 гг.    |
| ------------ | -------------------------------------------- | -------------------------------------------- | -------------------------------------------- | -------------------------------------------- | -------------------------------------------- | -------------------------------------------- | -------------------------------------------- | ----------------------------------------------- |
| Погоны       |                                              |                                              |                                              |                                              |                                              |                                              |                                              |                                                 |
| Классный чин | Полковник                                    | Подполко́вник                                 | Капитан                                      | Штабс-капитан                                | Пору́чик                                      | Подпору́чик                                   | Пра́порщик                                    | Зауряд-пра́порщик, произведенный из фельдфебелей |
| Группа       | Штаб-офицеры                                 | Штаб-офицеры                                 | Обер-офицеры                                 | Обер-офицеры                                 | Обер-офицеры                                 | Обер-офицеры                                 | Обер-офицеры                                 | Обер-офицеры                                    |

|                 |               |                      |                      |          |         |
| Погоны          |               |                      |                      |          |         |
|                 |               |                      |                      |          |         |
| Воинское звание | Фельдфебель   | Старший унтер-офицер | Младший унтер-офицер | Ефрейтор | Рядовой |
| Группа          | Унтер-офицеры | Унтер-офицеры        | Унтер-офицеры        | Рядовые  | Рядовые |

## Другие формирования этого имени
- Минский внутренний губернский батальон; сформирован 17 января 1811 г. из Бобруйского гарнизонного батальона; после нескольких преобразований батальон 20 февраля 1910 г. поступил на формирование 197-го пехотного Лесного полка.

## Памятные места
В честь полка названа Минская улица в Нахимовском районе Севастополя .